# 日曜まんが劇場
『日曜まんが劇場』（にちようまんがげきじょう）は、1967年10月8日から1968年1月14日まで日本テレビが編成していたアニメーション映画放送枠である。全9回。編成時間は毎週日曜 12:15 - 13:10 （日本標準時）。

## 概要
過去に東映系で放送された東映動画制作のアニメーション映画を分割放送していた枠。放送作品全てを3分割し、各話にオリジナルのサブタイトルを付けた上で放送していた。また、1作品を55分続けて放送するのではなく、毎回2作品を放送するという手法を採っていた。
PT枠であったことから、本枠には特定のスポンサーは付かなかった。

## 放送作品一覧
- 西遊記 / 少年猿飛佐助（1967年10月8日 - 10月29日）
- わんわん忠臣蔵 / わんぱく王子の大蛇退治（1967年11月12日 - 12月3日）
- 白蛇伝 / アラビアンナイト・シンドバッドの冒険（1967年12月17日 - 1968年1月14日）